# Pour Électre
Pour plus de détails, voir Fiche technique et Distribution.
Pour Électre (Szerelmem, Elektra) est un film hongrois réalisé par Miklós Jancsó, sorti en 1974.

## Fiche technique
- Titre original : Szerelmem, Elektra
- Titre français : Pour Électre
- Réalisation : Miklós Jancsó
- Scénario : Gyula Hernádi et László Gyurkó
- Pays d'origine : Hongrie
- Format : Couleurs - 35 mm - 1,66:1 - Mono
- Genre : drame
- Durée : 70 minutes
- Date de sortie : 1974

## Distribution
- Mari Töröcsik : Électre
- György Cserhalmi : Oreste
- József Madaras : Égisthe
- Gyöngyvér Vigh